# Jablonec nad Jizerou
Jablonec nad Jizerou é uma cidade checa localizada na região de Liberec, distrito de Semily.